# Old Carthusians FC
Old Carthusians Football Club är en fotbollsklubb som består av eleverna från Charterhouse School i Godalming, Surrey, England. Hemmamatcherna spelas på Charterhouse School i Goldalming.
Klubben grundades 1876  och hade stora framgångar under 1880- och 1890-talet. 1881 vann man FA Cupen, 1883 och 1885 tog man sig till semifinal. I FA Amateur Cup tog man sig till final tre gånger på fyra år under 1890-talet, och vann vid två av tillfällena 1894 och 1897. 

## Landslagsspelare
Nio spelare från Old Carthusians har spelat i Engelska landslaget när de spelade för klubben.
- Andrew Amos (2 matcher)
- William Cobbold (3 matcher)
- Walter Gilliat (1 match)
- Edward Hagarty Parry (3 matcher)
- Gilbert Oswald Smith (6 matcher)
- Maurice Stanbrough (1 match)
- Arthur Melmoth Walters (6 matcher)
- Percy Melmoth Walters (11 matcher)
- Charles Wreford-Brown (3 matcher)

## Meriter
- FA Cupen: 1881
- FA Amateur Cup: 1894, 1897
- Arthurian League: 1979, 1982, 1988, 2006, 2008, 2009